# Paul Heyman
Paul Heyman (ur. 11 września 1965 w Nowym Jorku) – amerykański menedżer wrestlingowy, promotor, komentator wrestlingu i przedsiębiorca. W przeszłości również dziennikarz (fotoreporter). Od 1986 związany z biznesem zawodowych zapasów. Członek creative teamu, współwłaściciel i właściciel federacji Extreme Championship Wrestling (ECW) w latach 1993–2001. Menedżerował sześciu mistrzów świata: The Big Showa, Kurta Angle, Roba Van Dama, CM Punka, Brocka Lesnara i Romana Reignsa. Sławę w biznesie zawodowych zapasów przyniosła mu rola menedżera Brocka Lesnara w latach 2002–2017. Menedżer Romana Reignsa (2020–2025) oraz Setha Rollinsa i Brona Breakkera (2025).

## Kariera

### Wczesne życie i początki w biznesie wrestlingu (1965 – 1993)
Urodził się na nowojorskim Bronksie w rodzinie żydowskiej – Sulamity (z domu Szarf; 1928–2009) oraz Richarda S. Heymana (1926–2013). Jego matka ocalała z Holokaustu (była więziona w obozach Auschwitz, Bergen-Belsen i łódzkim getcie). Ukończył Edgemont High School, a następnie studiował na State University of New York at Purchase. Jeszcze jako nastolatek zaczynał pracę będąc fotoreporterem – wykonywał fotografie dla World Wide Wrestling Federation (WWWF). W wieku 19 lat został pełnoetatowym fotografem, a następnie producentem i promotorem w nowojorskim klubie nocnym (broadway theatre) Studio 54.
Na początku stycznia 1987 zadebiutował jako menedżer w wrestlingu w jednej z federacji niezależnych, a następnie przeniósł się do Championship Wrestling from Florida gdzie przyjął pseudonim ringowy Paul E. Dangerously, nawiązując do filmu Niebezpieczny Johnny. Występował jako menedżer zawodników w Continental Wrestling Association (CWA) oraz American Wrestling Association (AWA). Gimmick Paula E. Dangerously przedstawiał zuchwałego nowojorczyka o postawie yuppie, często używającego telefonu komórkowego, który czasami był używany jako „zakazany przedmiot” (według Heymana zdecydował się on użyć telefonu komórkowego jako broni przeciwko innym zawodnikom, kiedy oglądał postać Gordona Gekko w filmie Wall Street). Następnie w federacji Continental Wrestling Federation (CWF) został asystentem bookera Eddiego Gilberta by kolejno zostać głównym bookerem federacji Windy City Wrestling w Chicago.
W 1988 przeszedł do Jim Crockett Promotions, gdzie odgrywał rolę menedżera „Mean” Marka Callousa, a także występował jako konferansjer współpracując z Jimem Rossem. W 1991 został menedżerem stajni The Dangerous Alliance w World Championship Wrestling (WCW) gdzie menedżerował Ricka Rude. W 1992 The Dangerous Alliance zdominowała federację WCW.

### Eastern Championship Wrestling/Extreme Championship Wrestling (1993 – 2001)
We wrześniu 1993 rozpoczął pracę dla Eastern Wrestling Championship (ECW) menedżerując m.in. Sabu. W 1994 sprzymierzył się z Shane’em Douglasem. Również w 1994 nazwa federacji Eastern Championship Wrestling została zmieniona na Extreme Championship Wrestling, a dzięki staraniom Heymana i Toda Gordona federacja została oderwana od ogólnoamerykańskiego konglomeratu National Wrestling Alliance (NWA), stając się samodzielnym podmiotem. W maju 1995 Heyman wykupił Gordona i stał się jedynym właścicielem ECW. Jako prezes federacji Heyman zaczął nawiązywać współpracę z Vince’em McMahonem. McMahon wymieniał wrestlerów z WWF do ECW, a także sam był zainteresowany wrestlerami takimi jak Terry Gordy i 2 Cold Scorpio. W ostatnich dniach istnienia ECW, Heyman odgrywał postać persona non grata w federacji, a jego miejsce przejął Tommy Dreamer. Ostatecznie ECW zostało zamknięte w dniu 4 kwietnia 2001 roku. Następnie 28 stycznia 2003 World Wrestling Entertainment zakupiło aktywa ECW będące własnością firmy HHG Corporation, przejmując prawa do materialnego dorobku (materiałów z biblioteki) ECW.

### World Wrestling Federation/World Wrestling Entertainment/WWE (2001 – 2006; 2012 – obecnie)
W WWF Heyman rozpoczął występy jako komentator programów WWF zastępując Jerry’ego Lawlera, który odszedł z federacji po tym jak w lutym 2001, jego żona The Kat (Stacy Lee Carter) został zwolniona z WWF. W lipcu 2001 Heyman reaktywował ECW w ramach WWF, która następnie przystąpiła do stajni wrestlerów z byłego World Championship Wrestling The Alliance prowadzonej przez Shane’a McMahona podczas storyline’u znanego jako „Inwazja”. Po gali Survivor Series (2001), która zakończyła fabułę „Inwazji”, Heyman został zwolniony (w kayfabe) z federacji WWF – w rzeczywistości został zamieniony przez powracającego do roli komentatora Jerry’ego Lawlera.
Od lipca 2002 do lutego 2003 był głównym scenarzystą wydarzeń rozgrywanych podczas tygodniówki SmackDown. Jak sam przyznał w filmie dokumentalnym pt. Ladies and Gentleman, My Name is Paul Heyman z 2014, brand SmackDown pobijał w ratingach tygodniówkę Raw w czasie kiedy on pisał scenariusze na kolejne tygodnie rywalizacji na to show.
W 2002 zaczął prowadzić z polecenia Vince’a McMahona Brocka Lesnara, który wtedy trenował jako wrestler rozwojowy federacji WWE. Lesnar zadebiutował na Raw w dniu 18 marca 2002, stopniowo prowadząc rywalizacje z różnymi wrestlerami. Największy przełom dla Heymana przyszedł podczas gali SummerSlam (2002), kiedy prowadzony przez Heymana Lesnar sięgnął po tytuł WWE Undisputed Championship pokonując The Rocka – tym samym Brock Lesnar został najmłodszym w historii WWE mistrzem świata mając 25 lat. Następnie na gali Survivor Series (2002) Heyman odwrócił się od Lesnara, sprzymierzając się z The Big Showem i pomagając mu zdobyć mistrzostwo WWE Undisputed Championship od Lesnara.
Po tym jak McMahon pokonał swoją córkę Stephanie na gali No Mercy (2003) ta została zwolniona z pozycji generalnej menedżerki SmackDown, a jej miejsce zajął Heyman. W marcu 2004 odbyła się loteria draftowa podczas której Heyman został przeniesiony na Raw jako pomocnik Erica Bischoffa, jednak zrezygnował ze współpracy, a następnie na SmackDown w dniu 25 marca 2004 został zastąpiony na stanowisku generalnego menedżera SmackDown przez Kurta Angle. W 2005 został głównym bookerem federacji Ohio Valley Wrestling (OVW), gdzie również nawiązał współpracę z CM Punkiem, a także stał się jego przyjacielem poza wrestlingowym kayfabe.
Pod koniec maja 2005 WWE ogłosiło, iż planuje powołać trzeci brand w postaci Extreme Championship Wrestling, a odpowiedzialnym na nową markę stał się Heyman. Reaktywowano również cykl gal pay-per-view ECW One Night Stand. Popularne stały się wtedy walki na zasadach extreme (tzw. ECW rules takie jak Hardcore match i Extreme rules match). W czerwcu 2006 na kanale Sci Fi ruszyła również tygodniówka nowego brandu. W grudniu 2006 niskie ratingi tygodniówki ECW spowodowały usunięcie Heymana z zespołu kreatywnego programu oraz konflikt z Vince’m McMahonem, który upatrywał w mistrzach ECW The Big Showa oraz Bobby’ego Lashleya zamiast promowanego przez Heymana CM Punka. W dniu 17 grudnia 2006 Heyman ostatecznie odszedł z WWE.
Do WWE powrócił 7 maja 2012 jako radca prawny również powracającego do WWE Brocka Lesnara. W następnych tygodniach Heyman występując w imieniu Lesnara, konfrontował się z Triple H’m. Od września 2012 zaczął menedżerować CM Punka. W kolejnych miesiącach menedżerował zarówno CM Punka, jak i Brocka Lesnara. Od maja 2013 zaczął prowadzić Curtisa Axela. W następnych miesiącach prowadził Axela i Punka. Przełom nastąpił na gali Hell in a Cell (2013), kiedy Punk pokonał Rybacka i Heymana w Handicap Hell in a Cell matchu. Po walce Punk zaatakował Heymana. W następnych tygodniach Punk ponownie prowadził feud z Heymanem do czasu gdy Ryback i Axel odeszli od Heymana. W grudniu 2013 ponownie zaczął menedżerować Brocka Lesnara. Na WrestleManii XXX Lesnar zdołał pokonać The Undertakera i przerwać jego serię zwycięstw. W tym samym czasie Antonio Cesaro przedstawił się jako nowy „człowiek Paula Heymana”. W lipcu 2014 Cesaro rozwiązał współpracę z Heymanem. Przez resztę 2014 do 2020 prowadził Lesnara w różnych rywalizacjach. W czerwcu 2019 WWE ogłosiła Heymana nowym dyrektorem wykonawczym tygodniówki Raw, jednak rok później został on odwołany z tej funkcji i powrócił do kontynuowania prowadzenia Lesnara w kolejnych wydarzeniach produkowanych przez WWE.
Pod koniec sierpnia 2020 przyłączył się do powracającego Romana Reignsa jako jego adwokat specjalny. W grudniu 2021 Reigns zaatakował Heymana kończąc sojusz. Na początku stycznia 2022 ponownie zaczął menedżerować Lesara, jednak trzy tygodnie później na gali Royal Rumble (2022) ponownie przeszedł na stronę Reignsa opuszczając Lesnara, który zaatakowany został przez Reignsa pasem mistrzowskim WWE Championship. Od 2022 jest menedżerem Reignsa, a także całej stajni The Bloodline. W stajni The Bloodline przyjął również gimmick The Wise Man. Na początku marca 2024 federacja WWE ogłosiła wprowadzenie Heymana do rodzimej galerii sław WWE Hall of Fame. Do galerii sław WWE został wprowadzony przez Romana Reignsa w dniu 5 kwietnia 2024. 
Po Wrestemanii 41 został menedżerem Setha Rollinsa oraz Brona Breakkera.

### Oceny pracy Heymana w biznesie wrestlingu
Praca Heymana jako promotora i bookera była chwalona przez wielu jego współpracowników oraz krytyków zajmujących się wrestlingiem. Określany był „geniuszem” m.in. przez Jima Cornette’a, Ravena i Tazza. Uważany jest również za jednego z najlepszych oratorów w mikrofonie podczas wrestlingowych show.
Wśród innych wrestlerów takich jak np. A.J. Styles określany był jako „trudny współpracownik”. Tommy Dreamer wyznał, że planował nawet zabójstwo Heymana podczas gali WrestleMania X-Seven w 2001, a następnie po zabójstwie miał popełnić samobójstwo – podstawą do tego czynu miały być nieuregulowane sprawy finansowe z czasów zarządzania federacją ECW przez Heymana.
W 2021 Jim Ross, który współpracował z Heymanem w WCW i WWF pochwalił jego pracę w biznesie wrestlingu, stwierdzając: „Jest [Paul Heyman] po prostu cholernie inteligentny i rozumny. Wiedział, co do diabła robi. Był naprawdę dobrym antagonistą, ponieważ czasami najlepszymi antagonistami są złoczyńcy, którzy mówią rzeczy o których wiesz, że są prawdziwe, ale po prostu nie chcesz o nich słyszeć. Heyman miał zdolność do opowiedzenia swojej wersji prawdy, był wiarygodny. Nie był po prostu antagonistą, który się wybił, miał talent i zrobił świetną robotę”.

### Osiągnięcia i nagrody
- Pro Wrestling Illustrated
  - Stajnia roku (2022) – z The Bloodline
  - Menedżer roku (1992)
- Wrestling Observer Newsletter
  - Najlepszy color comentator (1991)
  - Najlepszy booker (1994–1997, 2002)
  - Najlepszy podczas wywiadów (2013–2014)
  - Najlepsza osobowość niebędąca wrestlerem (2001, 2002, 2004, 2012–2014, 2018-2022)
  - Nagrody dekady Wrestling Observer – Najlepsza osobowość niebędąca wrestlerem (dekada 2010–2019)
  - Nagrody dekady Wrestling Observer – Najlepszy podczas wywiadów (dekada 2010–2019)
  - Najbardziej odrażające zagranie (2012; CM Punk i Paul Heyman żartują z ataku serca Jerry’ego Lawlera.)
  - Wrestling Observer Newsletter Hall of Fame (wprowadzony w 2005)
- Inside The Ropes Magazine
  - Menedżer roku (Manager of the Year; 2020)
- New York Post
  - Menedżer roku (Manager of the Year; 2022, 2023)
- WWE
  - Nagroda końcoworoczna 2018 – najlepszy w mikrofonie (Year-End Award for Best on the Mic; 2018)
  - WWE Hall of Fame (wprowadzony w 2024)

### Inne media i przedsięwzięcia
Heyman jest współzałożycielem przedsiębiorstwa producenckiego The Looking4Larry Agency (L4L). Przedsiębiorstwo współpracowało z firmami Electronic Arts (EA), THQ, 2K Sports, Hard Rock Hotel oraz Casino Las Vegas. Był współpracownikiem Brocka Lesnara przy jego autobiografii pt. Death Clutch: My Story of Determination, Domination, and Survival. Jego postać pojawiła się również w grach komputerowych WWE Day of Reckoning, WWE SmackDown! vs. Raw, WWE 2K14, WWE 2K15, WWE 2K16, WWE 2K17, WWE 2K18, WWE 2K19, WWE 2K20, WWE 2K22, WWE 2K23 i WWE 2K24.
W 2002 odegrał postać komentatora w filmie science fiction Rollerball. W 2016 pojawił się w roli cameo w filmie Śmiertelne odliczanie.

## Życie osobiste
Ma dwoje dzieci (córka Azalea i syn Jacob). W lutym 1993 Heyman złożył pozew przeciwko WCW, zarzucając fedracji bezprawne zakończenie kontraktu i dyskryminację etniczną. Pozew został rozstrzygnięty prywatnie poza sądem.
Jego ulubionymi filmami są m.in. Leon zawodowiec i Aniołowie o brudnych twarzach. W jednym z wywiadów stwierdził, że jest fanem Henry’ego Rollinsa. Wyznał również, że cierpi na bezsenność.